# جيوفري بروك
جيوفري بروك (بالإنجليزية: Geoffrey Brock) هو مترجم أمريكي، ولد في 19 أكتوبر 1964.